# Обикновена дребна скарида
Обикновените дребни скариди (Crangon crangon), също пясъчни скариди, са вид висши ракообразни от семейство Crangonidae.
Таксонът е описан за пръв път от Карл Линей през 1758 година.

## Подвидове
- Crangon crangon affinis
- Crangon crangon mediterranea
- Crangon crangon typicus